# Aphyosemion australe
El panchax cola-de-lira o panchax cabo-López es la especie Aphyosemion australe, un pez de agua dulce de la familia de los notobránquidos, distribuido por ríos de Angola, Gabón, Camerún y República del Congo. Esta especie está ampliamente distribuida y no se considera en peligro.

## Acuariología

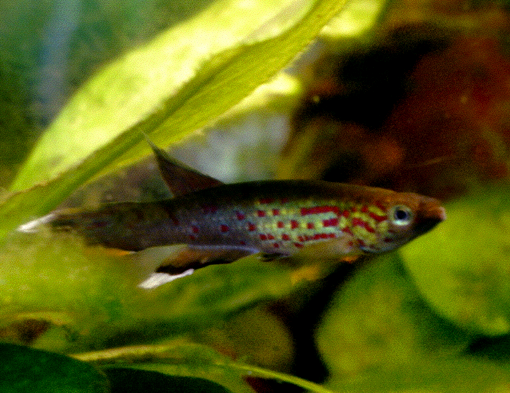
Macho de la variedad «chocolate».

Su pesca para alimentación no tiene interés, pero es capturado y muy usado en acuariología con cierta importancia comercial. Para mantenerlo en cautividad se requiere un tamaño mínimo de acuario de 60 cm.
Dos variedades de distinto color son comercializadas para acuario: «gold» y «chocolate».

## Morfología
De cuerpo alargado y vistoso color naranja o chocolate con punteado rojo, tiene una cola con dos prolongaciones que le dan el aspecto característico de una lira, con una longitud máxima del macho de unos 6 cm.

## Hábitat y biología
Viven en aguas dulces, de conducta bentopelágica y no migrador, prefiriendo aguas de pH entre 6 y 7 tropicales, de entre 21 y 24 °C de temperatura. Se encuentra en pantanos costeros, zonas encharcadas de los arroyos y áreas inundadas de la selva costera.
Se alimenta de lombrices, crustáceos e insectos.